# آشوت قازویان
آشوت یغیای قازویان (ارمنی: Աշոտ Եղիշի Ջազոյան؛ زادهٔ ۱۱ فوریهٔ ۱۹۵۴) فیلم‌نامه‌نویس، تهیه‌کننده و روزنامه‌نگار اهل ارمنستان است.

## زندگی‌نامه
وی در ۱۱ فوریه ۱۹۵۴ در ایروان به دنیا آمد . وی برنده جوایزی همچون مدال موسس خورناتسی (۲۰۱۶) است.